# Cataspilates arenosa
Cataspilates arenosa là một loài bướm đêm trong họ Geometridae.